# Jozef Lies
Joseph Henri Hubert (Jozef) Lies (Antwerpen, 14 juni 1821 – Antwerpen, 3 januari 1865) was een Belgisch Romantisch schilder, tekenaar en graveur. Zijn oeuvre omvatte verschillende genres zoals historieschilderkunst, landschappen, genrestukken en portretten. Tijdens zijn leven genoot hij een wijdverbreide Europese reputatie.

## Leven en Werk
Van 1834-1842 volgde hij een opleiding aan de Koninklijke Academie voor Schone Kunsten van Antwerpen. Zijn eerste schilderijen, die uit die periode dateren zijn voornamelijk historieschilderkunst en genrestukken. Aan de Academie was Nicaise de Keyser, een van zijn docenten, welke ook een sleutelfiguur was voor de Belgisch Romantisch-historische school voor schilderen. Het Antwerpse stadsbestuur verleende hem in 1859 de opdracht voor zijn grootste schilderij getiteld Boudewijn VII, graaf van Vlaanderen.
In 1849 werd de ‘ Vereniging van Antwerpse kunstenaars ‘ opgericht. Hij werd secretaris, en bleef dit tot 1861. 
In 1859 werden bij Lies de eerste tekenen van ernstige tubercelose geconstateerd. Op doktersadvies ondernam hij een reis naar Italië, en zou daar bijna een jaar verblijven. Hij bezocht Florence en Venetië, en werd beïnvloed door de Italiaanse meesters. Na terugkeer in zijn woonplaats in 1860 maakte hij enkele van zijn meest succesvolle werken. Hij werd daarnaast ook leraar aan de Antwerpse academie. Op 3 januari 1865 overleed hij, nadat hij nog niet volledig genezen was. Hij was een van de eersten in Antwerpen, die koos voor een algemene, (niet religieuze) begrafenis.
Zijn vriend Jacques De Braekeleer maakte een mausoleum voor hem op de begraafplaats de Stuiverberg.

## Onderscheidingen
- 1861 Ridder in de Orde van Leopold

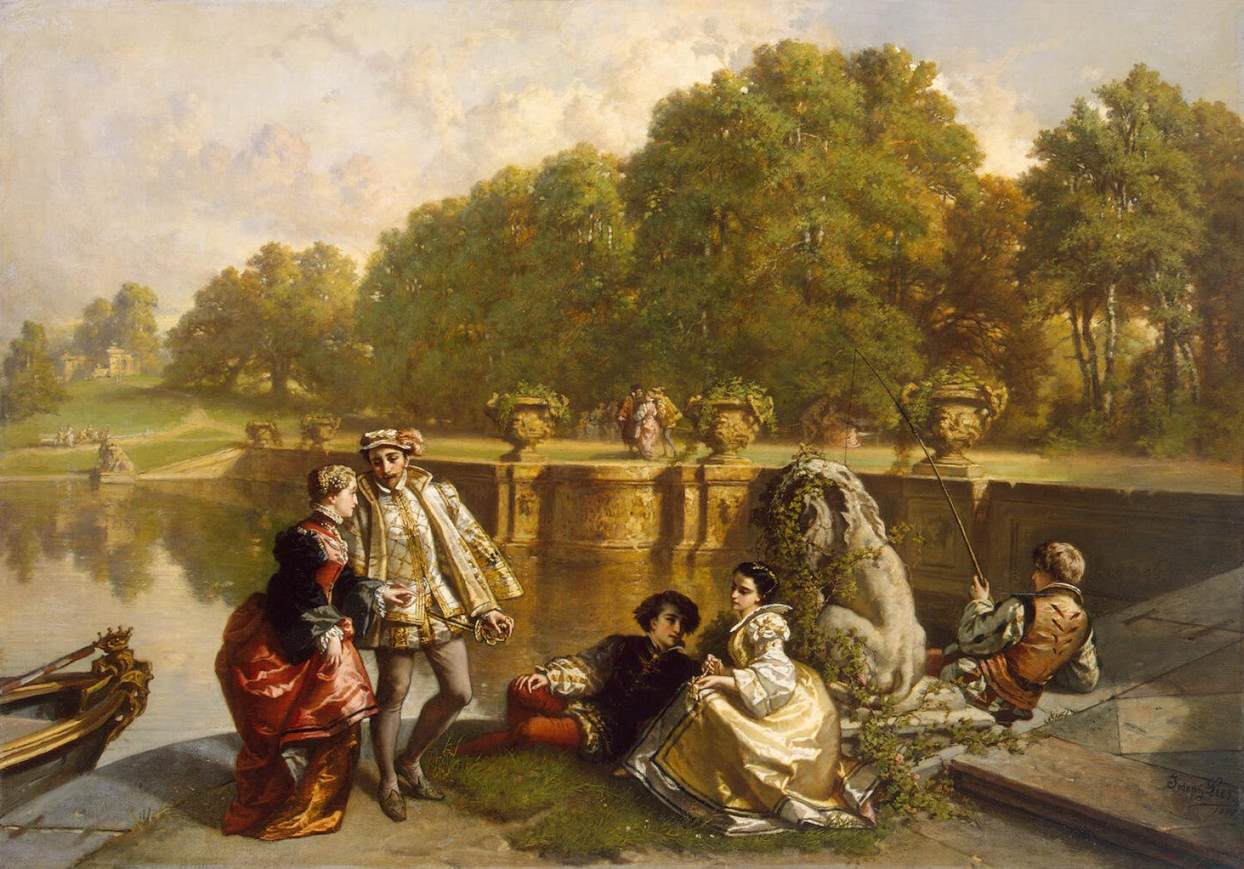
Tafereel in een park
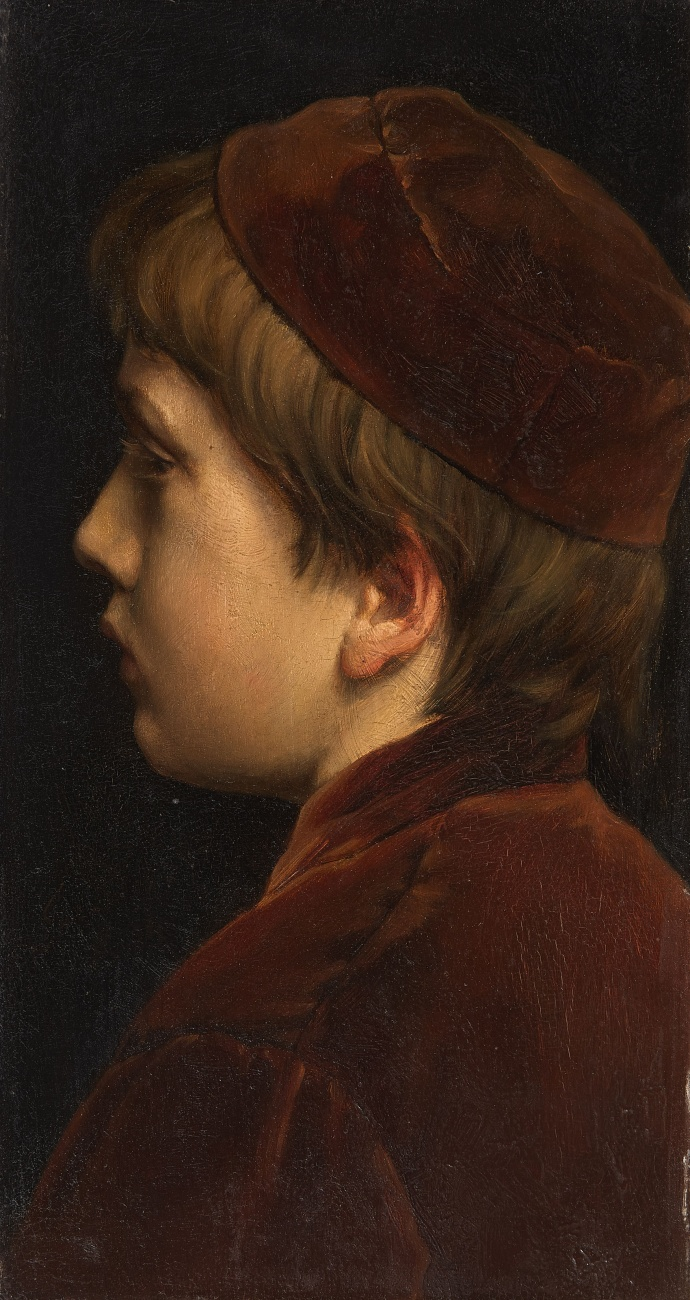
Portret van een jongen
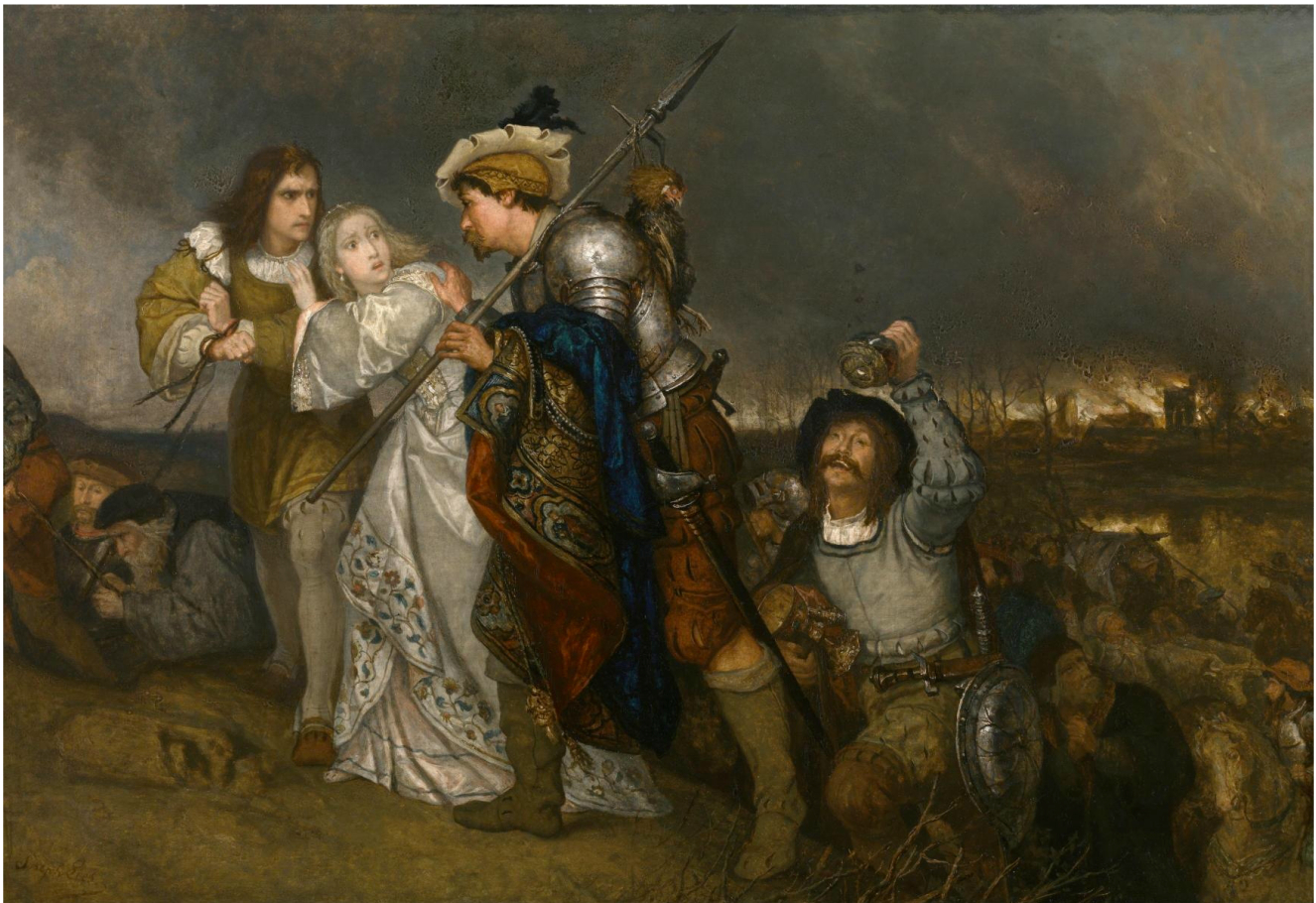
Gruwelen van de oorlog
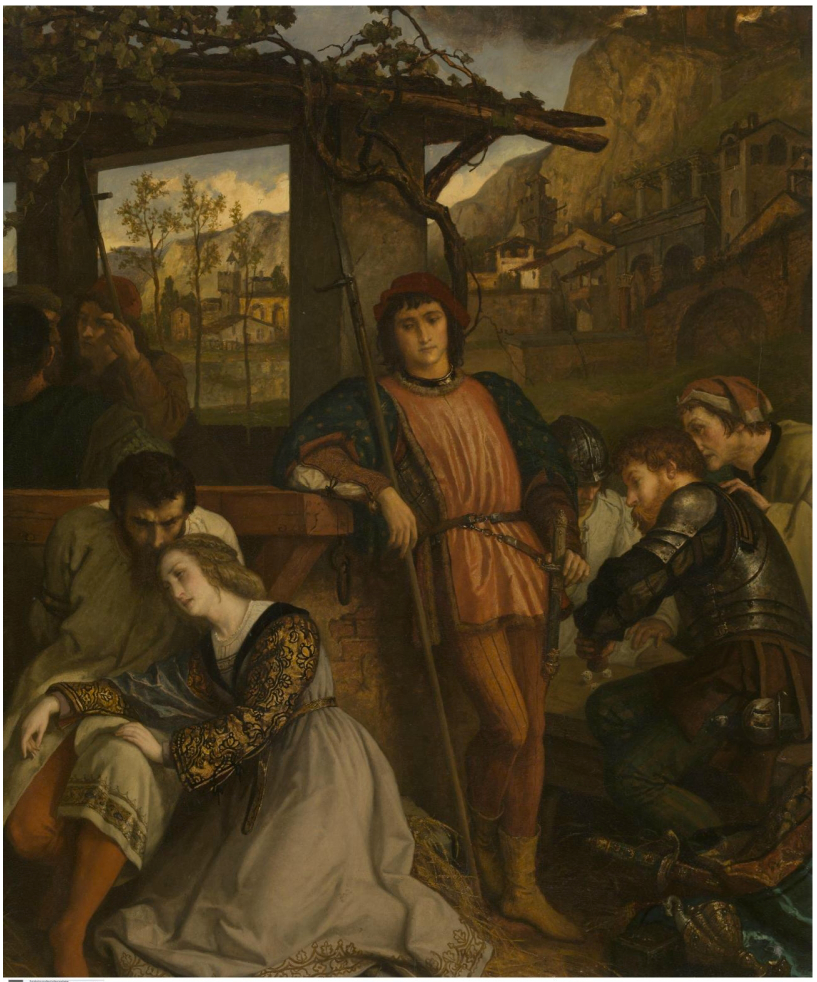
Gruwelen van de oorlog
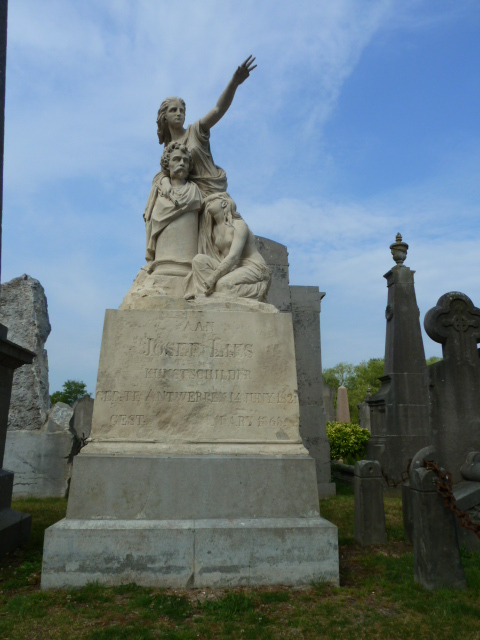
Graf op 't Schoonselhof te Antwerpen

- Nationale Bibliotheek van Polen: a0000003643753
- RKD-Nederlands Instituut voor Kunstgeschiedenis: 49981
- Union List of Artist Names: 500321487
- Virtual International Authority File: 309813023